# Ceratina verhoeffi
Ceratina verhoeffi là một loài Hymenoptera trong họ Apidae. Loài này được Terzo & Rasmont mô tả khoa học năm 1997.